# ایستپورت (کالیفرنیا)
ایستپورت (به انگلیسی: Eastport) یک منطقهٔ مسکونی در ایالات متحده آمریکا است که در شهرستان کنترا کوستا، کالیفرنیا واقع شده‌است. ایستپورت ۲۵۶ متر بالاتر از سطح دریا واقع شده‌است.